# عصا تأشير

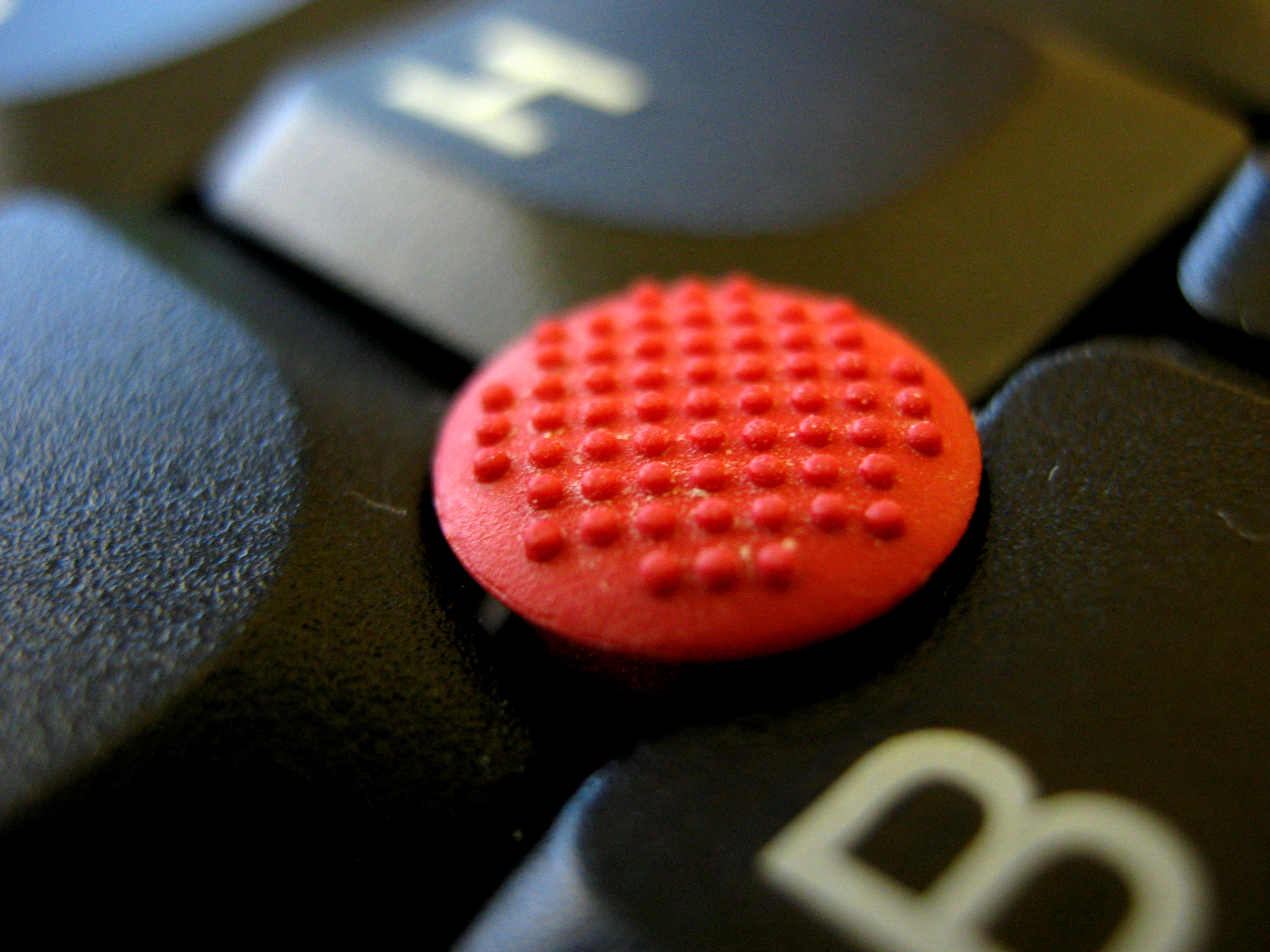
عصا تأشير في جهاز لينوفو ثينك باد.

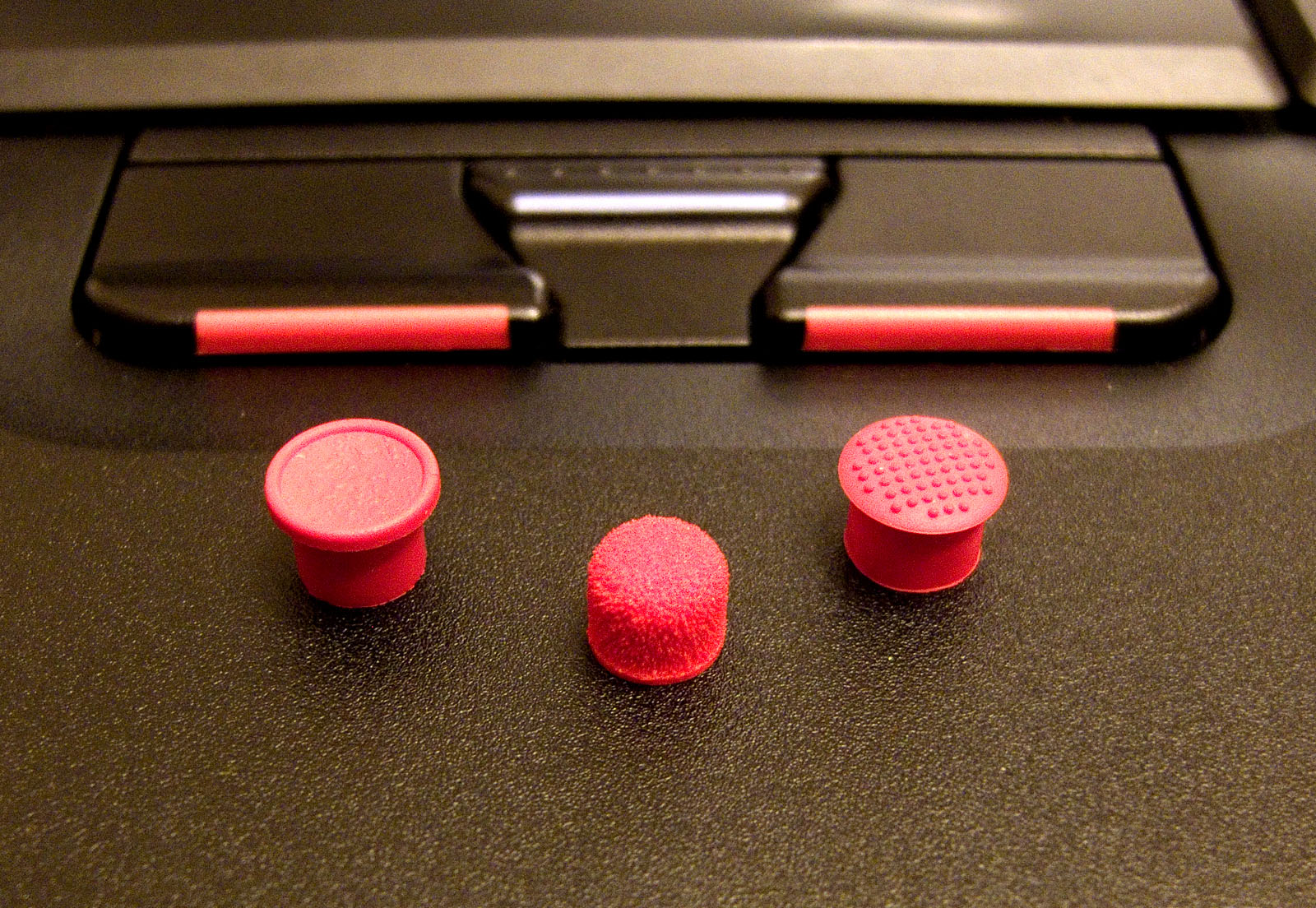
IBM ThinkPad caps (left-to-right): Soft Rim, Classic Dome, Soft Dome

عصا مؤشرة هي عصا تحكم متساوية القياس، تستخدم كجهاز تأشير، كما هو الحال في لوحة اللمس أو كرية التعقب، وتجدها عادة في لوحة المفاتيح. تنعكس حركة عصا التأشير على الشاشة وتحدد بواسطة المؤشر أو متغيرات حركية أخرى.
تعمل عصا التأشير عن طريق استشعار قوة تطبيقية، باستخدام زوج من مقاومات كهربائية ومقياس الانفعال. تعتمد سرعة المؤشر على القوة المطبقة. في لوحة مفاتيح كويرتي، تكون العصا موضوعة بين مفاتيح Gو Hو B أما أزرار الفأرة فتكون تحت مفتاح المسافة. جهاز التأشير يوجد أيضاً بجوار الشاشات في الحواسيب المحمولة كلابتوب توشيبا ليبريتو وسوني فايو يو إكس وغيرها.

## روابط خارجية
- اشتر حاسوباً أو لابتوب مستعملاً
- كيفية تهيئة نقطة التأشير في نظام لينكس